# Lari White
Lari Michele White Cannon (13 de mayo de 1965 – 23 de enero de 2018) fue una cantante y actriz estadounidense.

## Carrera
White ganó notoriedad en 1988 al ganar el concurso You Can Be a Star, una competencia de talentos de música country emitida por The Nashville Network. Un año después firmó un contrato discográfico con RCA Records, y con este sello grabó tres álbumes de estudio y ubicó tres sencillos en el top 10 de las listas de éxitos: "That's My Baby", "That's How You Know (When You're In Love)" y "Now I Know". Publicó un cuarto álbum de estudio en 1998 con la discográfica Lyric Street Records, seguidos de dos álbumes en su propia disquera, Skinny White Girl. En general, la cantante figuró en doce ocasiones en la lista Billboard de música country.
Como actriz tuvo un rol secundario pero recordado en la película Náufrago, protagonizada por Tom Hanks, en el papel de Bettina Peterson, la chica que en la escena final de la película le da indicaciones a Chuck acerca de qué dirección tomar en un cruce de caminos.
En septiembre de 2017 se le diagnosticó cáncer de peritoneo. Falleció en Nashville el 23 de enero de 2018, a los 52 años.

## Discografía
| Título                                  | Detalles                                                                | Posición en listas | Posición en listas | Posición en listas | Certificaciones |
| Título                                  | Detalles                                                                | EE. UU. Country    | EE. UU.            | EE. UU. Heat       | Certificaciones |
| --------------------------------------- | ----------------------------------------------------------------------- | ------------------ | ------------------ | ------------------ | --------------- |
| Lead Me Not                             | - Lanzamiento: 27 de abril de 1993 - Discográfica: RCA Nashville        | —                  | —                  | 36                 |                 |
| Wishes                                  | - Lanzamiento: 14 de junio de 1994 - Discográfica: RCA Nashville        | 24                 | 125                | 1                  | - EE. UU.: Oro  |
| Don't Fence Me In                       | - Lanzamiento: 16 de febrero de 1996 - Discográfica: RCA Nashville      | 53                 | —                  | 30                 |                 |
| The Best of Lari White                  | - Lanzamiento: 28 de enero de 1997 - Discográfica: RCA Nashville        | —                  | —                  | —                  |                 |
| Stepping Stone                          | - Lanzamiento: 28 de julio de 1998 - Discográfica: Lyric Street Records | 50                 | —                  | 38                 |                 |
| Green Eyed Soul                         | - Lanzamiento: 10 de mayo de 2004 - Discográfica: Skinny White Girl     | —                  | —                  | —                  |                 |
| My First Affair (banda sonora)          | - Lanzamiento: 2007 - Discográfica: Skinny White Girl                   | —                  | —                  | —                  |                 |
| New Loves EP                            | - Lanzamiento: 2017 - Discográfica: Skinny White Girl                   | —                  | —                  | —                  |                 |
| Old Friends EP                          | - Lanzamiento: 2017 - Discográfica: Skinny White Girl                   | —                  | —                  | —                  |                 |
| "—" denota que no ingresó en las listas |                                                                         |                    |                    |                    |                 |